# سالن اجرای باس
سالن اجرای باس (همچنین به عنوان سالن باس نیز شناخته می شود) یک مکان هنرهای نمایشی است که در فورت ورث، تگزاس واقع شده است.

این سالن برای اولین بار توسط پیانیست ون کلیبرن به نیکوکار نانسی لی باس و همسرش پری ریچاردسون باس پیشنهاد شد.
این ساختمان با سنگ آهک ساخته شد و توسط دیوید ام. شوارتز از خدمات معماری، شرکت در سال ۱۹۹۸ طراحی شد.
گنبدی به قطر ۸۰ فوت (۲۴ متر) که توسط اسکات و استوارت جنتلینگ نقاشی شده است، در بالای تئاتر کنسرت بنیانگذاران قرار دارد.
این نما دارای دو فرشته ۴۸ فوتی (۱۵ متری) است که توسط مارتون وارو از سنگ آهک تگزاس حجاری شده است.

## تاریخچه و ساخت
سالن اجرای باس، که در قلب شهر فورت ورث قرار دارد، به عنوان بخشی از پروژه بازسازی و احیای مرکز شهر در اواخر قرن بیستم ساخته شد. ایده ساخت این سالن، به پیشنهاد ون کلیبرن، پیانیست مشهور، به خانواده باس داده شد. خانواده باس، که از نیکوکاران برجسته شهر بودند، با استقبال از این ایده، سرمایه‌گذاری لازم برای ساخت سالن را بر عهده گرفتند. طراحی سالن توسط دیوید ام. شوارتز، معمار مشهور، انجام شد و ساخت آن در سال ۱۹۹۸ به پایان رسید.

## معماری و طراحی داخلی
سالن اجرای باس، به دلیل معماری باشکوه و طراحی داخلی منحصر به فرد خود، شناخته شده است. نمای بیرونی ساختمان، با استفاده از سنگ آهک تگزاس، جلوه‌ای کلاسیک و باشکوه به آن بخشیده است. یکی از ویژگی‌های برجسته سالن، گنبد نقاشی شده آن است که توسط اسکات و استوارت جنتلینگ طراحی و اجرا شده است. این گنبد، با نقاشی‌های زیبا و ظریف، فضایی خاص و جذاب را در داخل سالن ایجاد می‌کند. همچنین، مجسمه‌های فرشتگان که در نمای بیرونی سالن قرار دارند، از دیگر عناصر برجسته معماری آن به شمار می‌روند.

## کاربری و برنامه‌ها
سالن اجرای باس، به عنوان یکی از مهم‌ترین مراکز هنرهای نمایشی در تگزاس، میزبان برنامه‌های متنوعی از جمله کنسرت‌های موسیقی کلاسیک، اپرا، باله، تئاتر و سایر اجراهای هنری است. این سالن، به عنوان خانه ارکستر سمفونیک فورت ورث، اپرای فورت ورث، باله تگزاس و جشنواره بین‌المللی پیانوی ون کلیبرن، شناخته می‌شود. سالانه، صدها هزار نفر از برنامه‌های اجرا شده در این سالن دیدن می‌کنند.
اهمیت فرهنگی و اجتماعی
سالن اجرای باس، نه تنها یک مکان هنری، بلکه یک نماد فرهنگی و اجتماعی برای شهر فورت ورث و منطقه تگزاس محسوب می‌شود. این سالن، نقش مهمی در ارتقای سطح فرهنگی و هنری جامعه ایفا می‌کند و به عنوان یک مرکز تجمع برای علاقه‌مندان به هنر و فرهنگ شناخته می‌شود. همچنین، این سالن به عنوان یک جاذبه گردشگری مهم، به اقتصاد محلی کمک می‌کند.